# Оукман (Алабама)
Оукман (енгл. Oakman) град је у америчкој савезној држави Алабама. По попису становништва из 2010. у њему је живело 789 становника.

## Демографија
Према попису становништва из 2010. у граду је живело 789 становника, што је 155 (16,4%) становника мање него 2000. године.
| Група             | 2000.       | 2010.       |
| Белци             | 745 (78,9%) | 638 (80,9%) |
| Афроамериканци    | 185 (19,6%) | 145 (18,4%) |
| Азијати           | 0 (0,0%)    | 0 (0,0%)    |
| Хиспаноамериканци | 7 (0,7%)    | 1 (0,1%)    |
| Укупно            | 944         | 789         |